# Victor Soskice
Victor Soskice (9 mai 1923 - 29 mars 1945) fut, pendant la Seconde Guerre mondiale, un agent américain du service secret britannique Special Operations Executive.

## Éléments biographiques
Victor Andrew Soskice naît le 9 mai 1923. Il est le fils de l'artiste et sculptrice Rossane Thimoteef Lurçat, deuxième femme de Jean Lurçat.
Il est diplômé du lycée français de New York.
Mission
Définition de la mission : Hugh Dormer, qui a conduit l’équipe SCULLION chargée d'attaquer la raffinerie d'huile des Télots, près d'Autun, n'a pas abouti. Il entreprend une deuxième tentative, SCULLION 2. Victor Soskice est l'un des saboteurs de l'équipe, avec pour nom de guerre « Solvay ».
Il est parachuté dans la nuit du 16 au 17 août 1943 avec cinq camarades. L’équipe est réceptionnée par George Demand, le septième membre, parachuté quatre jours plus tôt pour préparer le terrain.
Cette fois, ils parviennent à agir, dans la nuit du 20 au 21 août, et à placer des charges explosives en plusieurs endroits de l'usine. Le sabotage perturbe la production de la raffinerie de pétrole pour un certain temps.
Sur le chemin du retour, Victor Soskice est arrêté.
Il est exécuté en captivité à Flossenbürg, le 29 mars 1945.

## Parcours militaire
- U.S.Army ;
- OSS ;
- SOE, section F ; grade : second lieutenant : matricule : 0-2044517.

## Reconnaissance

### Distinctions
- États-Unis : Silver Star medal

### Monuments
- En tant que l'un des 104 agents du SOE section F morts pour la France, Victor Soskice est honoré au mémorial de Valençay (Indre).
- Lorraine American Cemetery, France ; Tablets of the Missing.
- OSS Memorial, CIA HQ, McLean, Virginie, U.S.A.
- Musée du camp de Flossenbürg : une plaque, inaugurée le 22 juillet 2007, rend hommage à Victor Soskice parmi quinze agents du SOE exécutés.

### Dédicaces
- Jean Lurçat a dédié à Victor Soskice, son fils adoptif, Géographie animale, recueil de dix-huit poèmes illustrés de dix-huit lithographies h-t, Lausanne, André Gonin, 1948.
- Jac Remise a dédié à Victor Soskice, son ami d'enfance, son livre Libération 44 dans le Vexin normand.